# Museu Miho

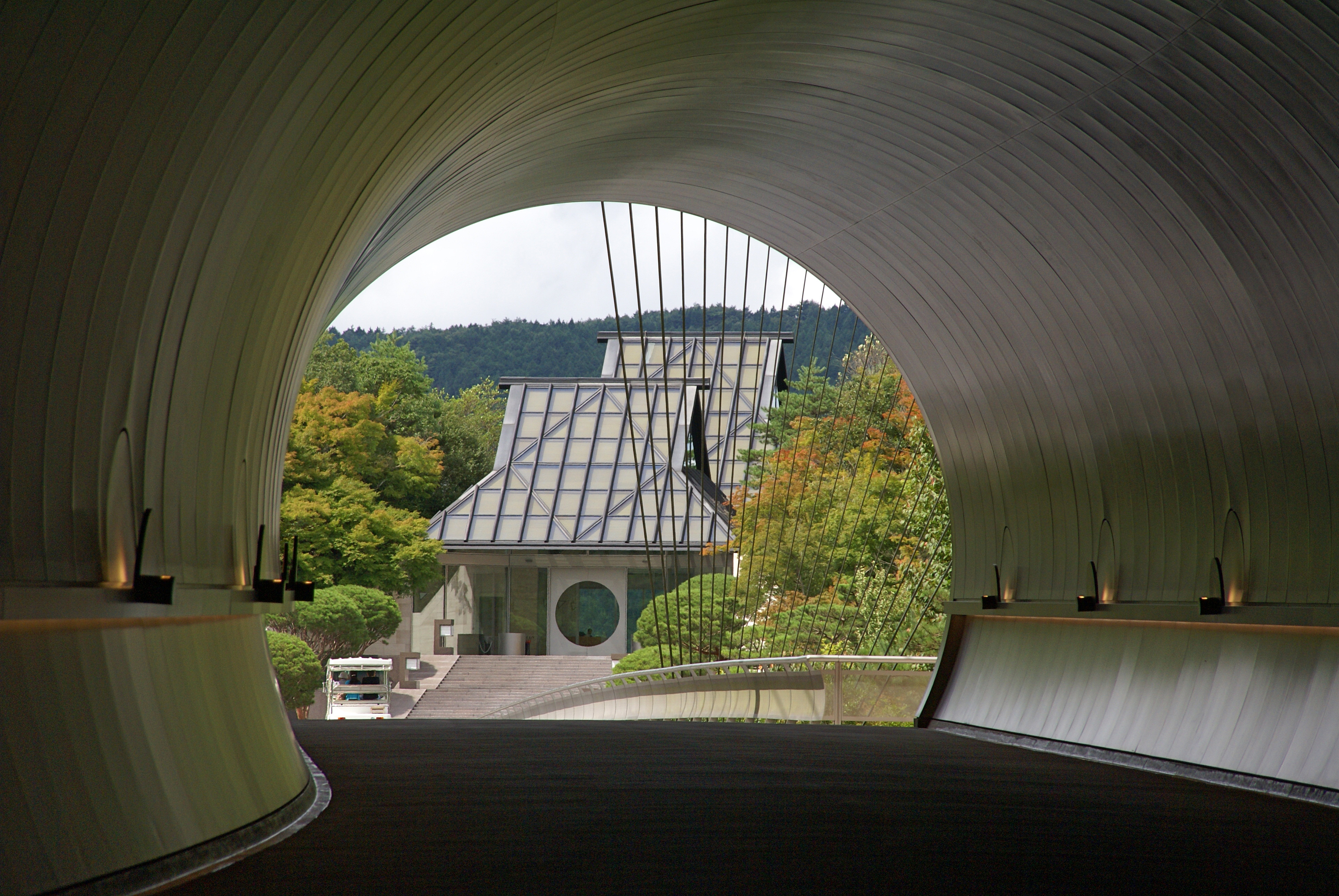
Museu Miho a la tardor

El Museu Miho es troba al sud-est de Kyoto, Japó, prop de la ciutat de Shigaraki, a la Prefectura de Shiga . Aquest museu va ser el somni de Mihoko Koyama (de qui pren el nom), la propietària de l'empresa tèxtil Toyobo i una de les dones més acabalades del Japó. L'any 1970 Koyama fundà el moviment espiritual Shinji Shumeikai que actualment té uns 300.000 membres a tot el món. A la dècada de 1990 Koyama encarregà que el museu es construís prop del temple Shumei de les Muntanyes Shiga.

## Col·lecció
El museu Miho hostatja la col·lecció privada d'antiguitats asiàtiques i occidentals de Mihoko Koyama, comprades per l'organització Shumei els anys anteriors a l'obertura del museu el 1997. Disposa d'unes 2.000 peces de les quals unes 250 s'exposen a la vegada. Entre els objectes n'hi ha uns 1.250 pertanyents a l'Imperi Aquemènida. Alguns estudiosos han dit que aquests objectes dormen part del Tresor de l'Oxus.

## Arquitectura

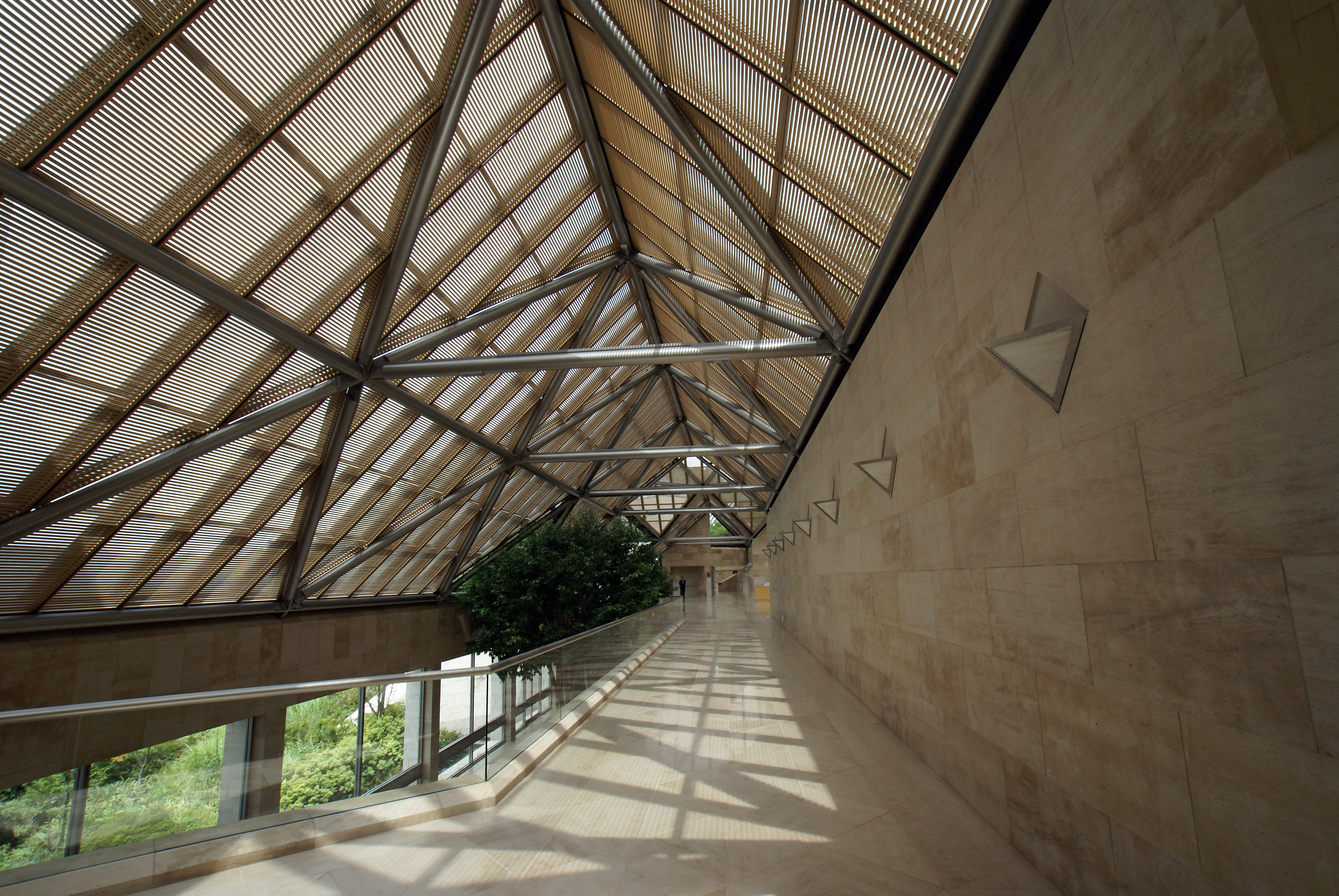
Interior del museu Miho

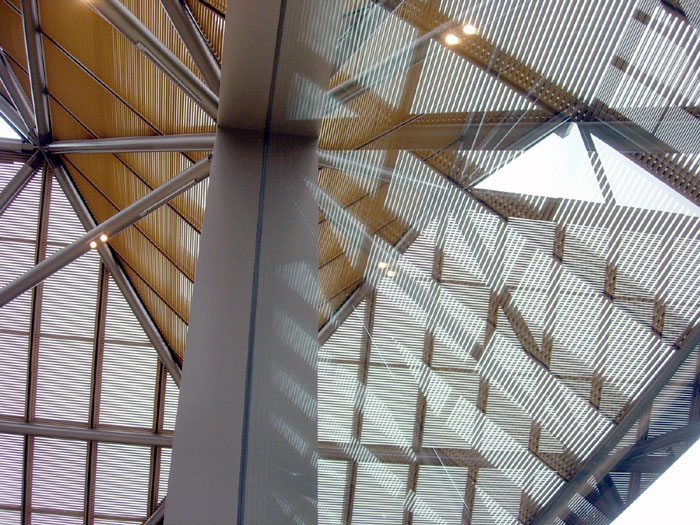
Interior del museu Miho

Mihoko Koyama i la seva filla, Hiroko Koyama, encarregaren a l'arquitecte I. M. Pei el disseny del Musu Miho. Aproximadament les tres quartes parts dels 17.400 m2 es troben sota terra escavades en una muntanya rocosa.